# NGC 1792
NGC 1792 ist eine Spiralgalaxie vom Hubble-Typ Sbc im Sternbild Taube am Südsternhimmel, die schätzungsweise 46 Millionen Lichtjahre von der Milchstraße entfernt ist.
Die Galaxie wurde am 4. Oktober 1826 von dem schottischen Astronomen James Dunlop entdeckt.

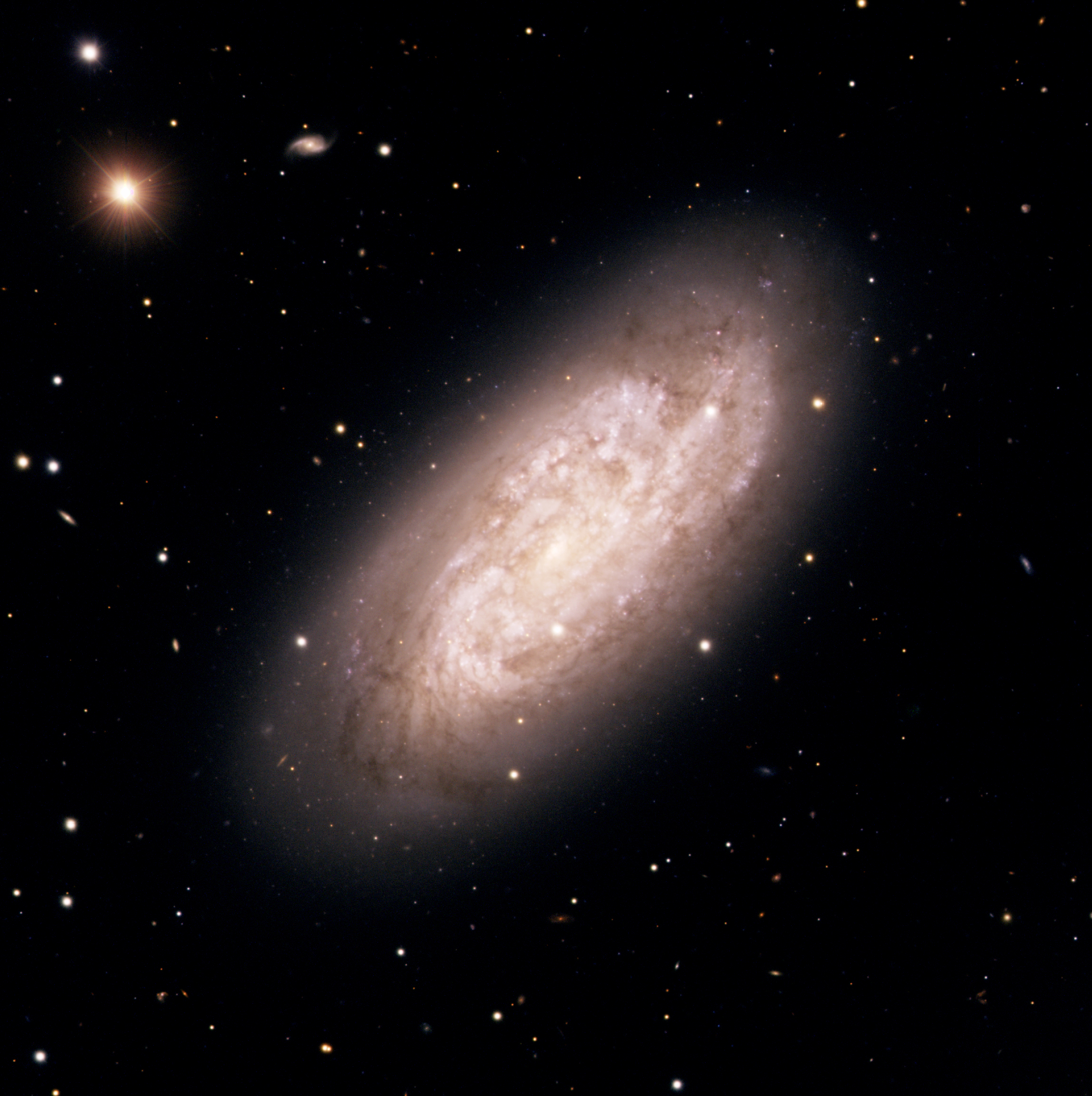
Die Aufnahme mit dem Very Large Telescope zeigt lichtschwache Bereiche
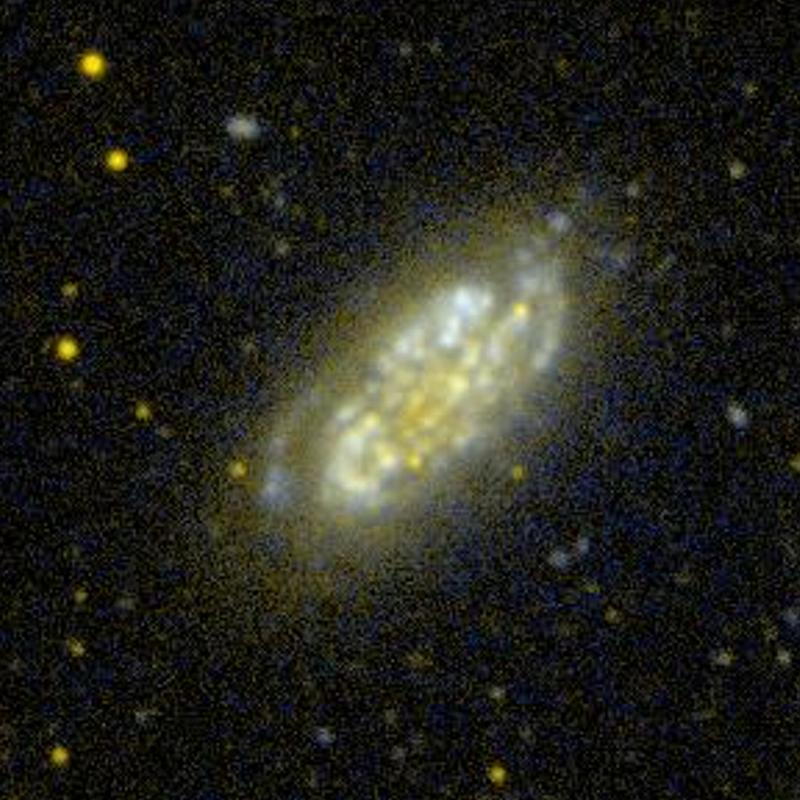
Ultraviolettemission, abgebildet mittels GALEX
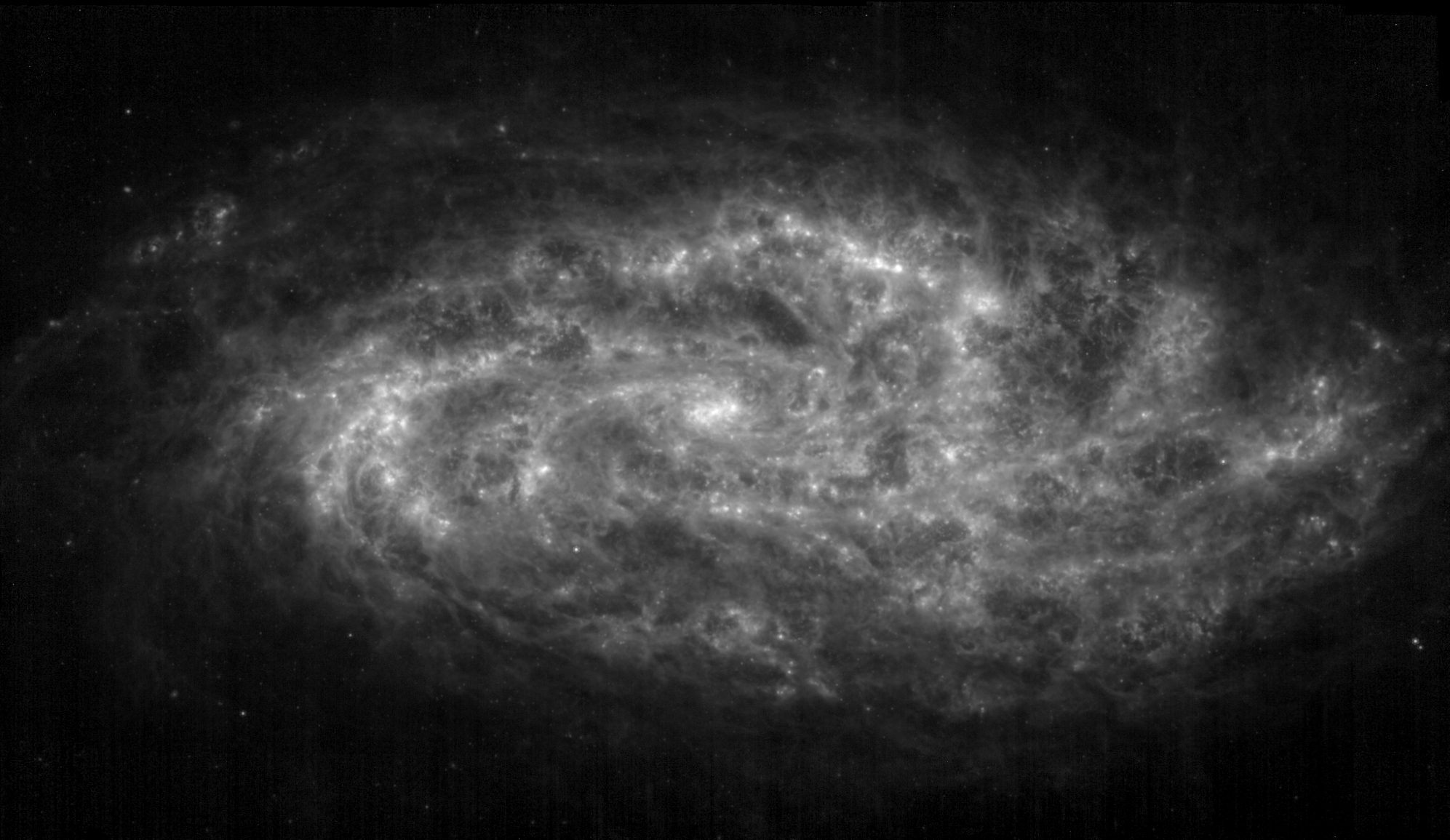
MIRI-Aufnahme des James Webb-Weltraumteleskops